# 細鱗鏢鱸
細鱗鏢鱸為輻鰭魚綱鱸形目鱸亞目河鱸科的其中一種，分布於美國維吉尼亞州及西維吉尼亞州的卡諾瓦河流域，體長可達10公分，棲息在礫石底質的急流區。